# Råbacka och Tjärnäs
Råbacka och Tjärnäs är en av SCB avgränsad och namnsatt småort i Hofors kommun som omfattar bebyggelse i två byarna Råbacka och Tjärnäs i Torsåkers socken.
Råbacka är belägen vid sjön Stor-Gösken. Vid en udde ut mot sjön finns en badplats och på själva udden är det en grillplats. Tjärnäs är belägen alldeles bredvid Råbacka fast mer inne i skogen och är ett populärt ställe för svampplockare.
Tjärnäs (Tiœrnes) omtalas i dokument första gången 1350 då Peter Olofsson, kyrkoherde i Östervåla socken testamenterade egendom här till Uppsala domkyrka. Under 1500-talet omfattade byn fyra mantal skattejord som erlade sin skatt i form av osmundsjärn.
I Tjärnäs finns en masugnsruin som var i drift mellan 1561 och 1882. Masugnen var belägen bredvid Hoån som rinner genom byn. Längre ned längs med ån ligger en hammarsmedja. Vid ån fanns även ett kraftverk och en hjulgrav med ett vattenhjul som från 1870-talet till 1903 drev konstgångar till traktens guvor.

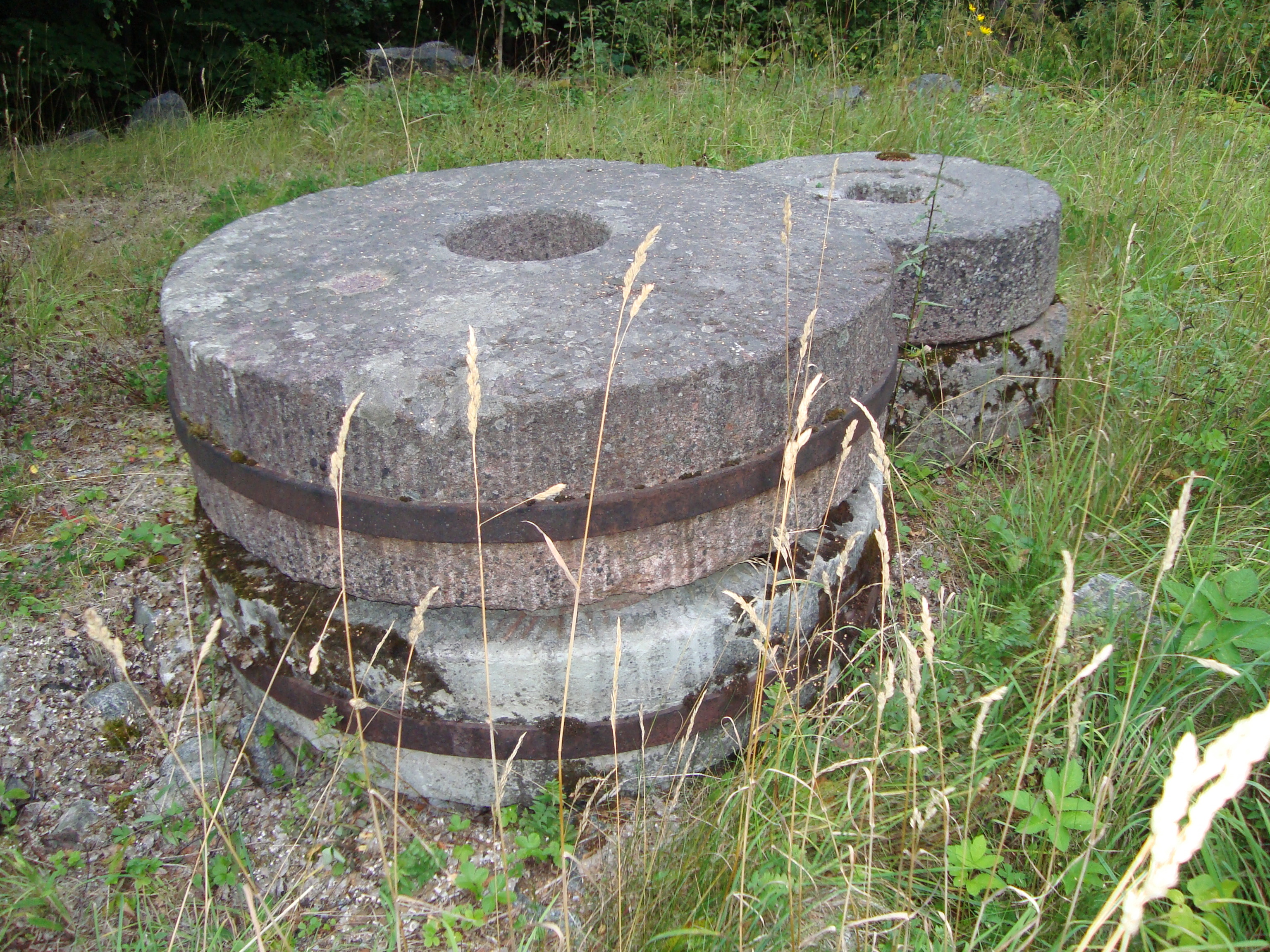
Del av Tjärnäs masugnsruin
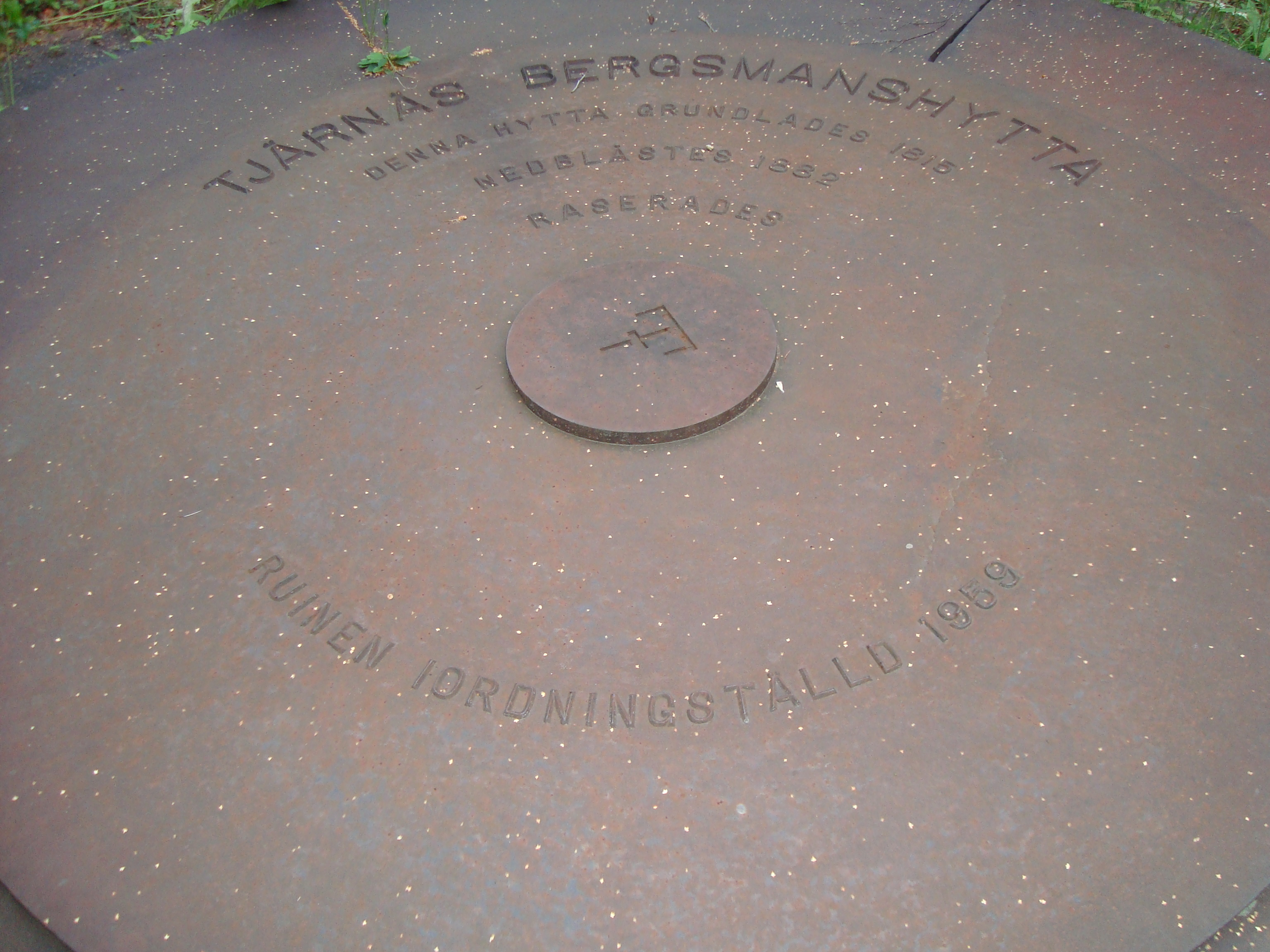
Minnesplatta
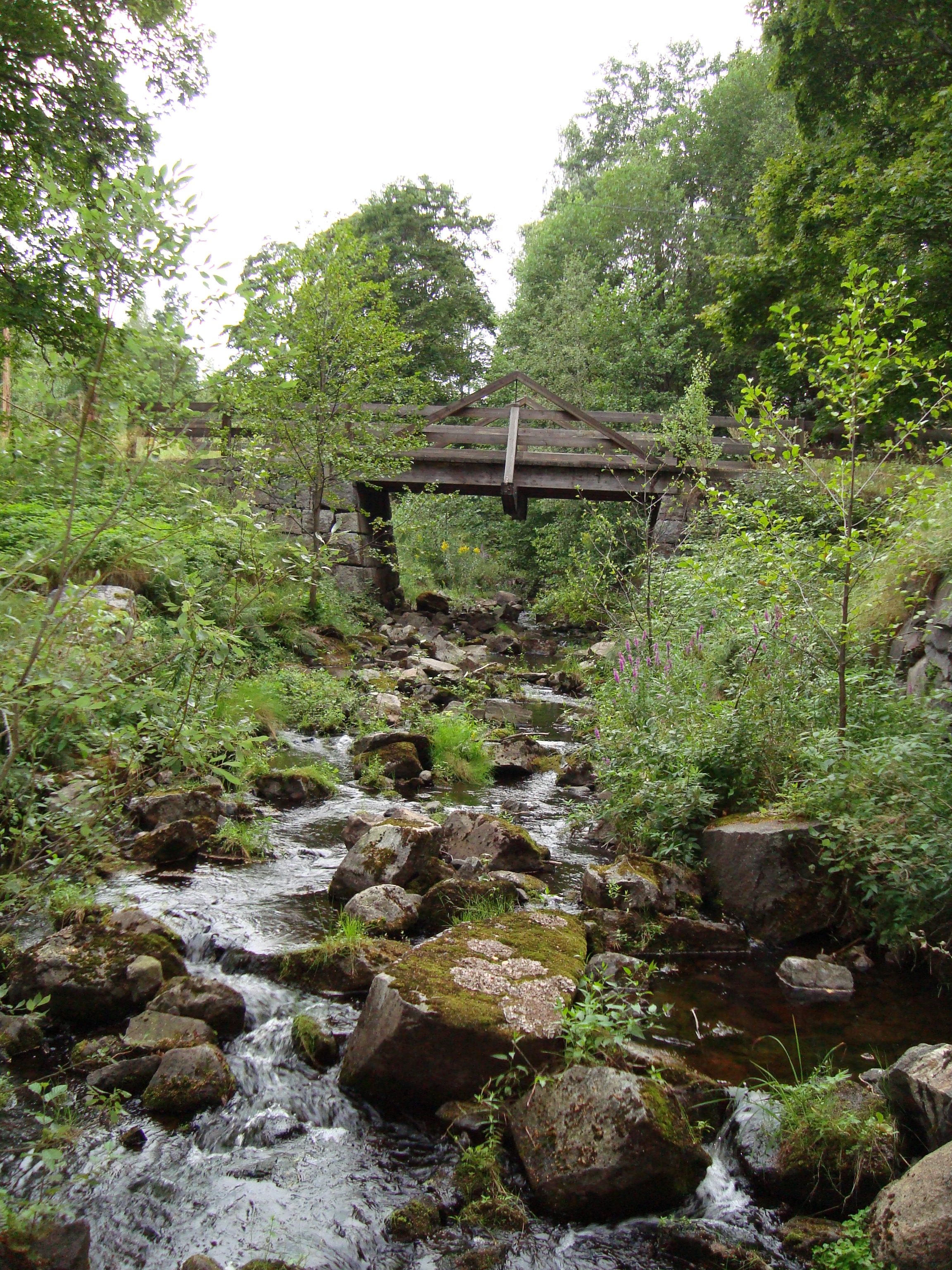
Hoån vid masugnsruinen